# Day by day (鹿乃の曲)
「day by day」（デイバイデイ）は、鹿乃の4thシングル。2017年5月24日にワーナー・ブラザース ホームエンターテイメントから発売された。

## 概要
テレビアニメ『ソード・オラトリア ダンジョンに出会いを求めるのは間違っているだろうか外伝』のエンディングテーマ曲として使用されている。
アーティスト盤とアニメ盤、通常盤の三種類が発売され、アーティスト盤とアニメ盤にはDVDが付属されている。
また、発売にあわせて鹿乃のアーティスト写真が更新された。

## 収録曲

### CD
アーティスト盤
1. day by day
  - 作詞：鹿乃、作曲・編曲：田中秀和
2. 29-Q
  - 作詞・作曲・編曲：やしきん
3. day by day -Instrumental-
4. 29-Q -Instrumental-

アニメ盤
1. day by day
2. day by day -TV size-
3. day by day -TEKINA remix-
4. day by day -Instrumental-

通常盤
1. day by day
2. 29-Q
3. day by day -Instrumental-
4. 29-Q -Instrumental-

### DVD
アーティスト盤
1. day by day -MUSIC VIDEO-
2. 29-Q -MUSIC VIDEO-

アニメ盤
1. 『ソード・オラトリア ダンジョンに出会いを求めるのは間違っているだろうか外伝』ノンテロップエンディング